# Xã Chapman, Quận Merrick, Nebraska
Xã Chapman (tiếng Anh: Chapman Township) là một xã thuộc quận Merrick, tiểu bang Nebraska, Hoa Kỳ. Năm 2010, dân số của xã này là 520 người.